# Van Zyls Goldmull
Van Zyls Goldmull (Cryptochloris zyli) ist eine wenig erforschte Säugetierart aus der Familie der Goldmulle (Chrysochloridae). Er ist nur über einige wenige Individuen aus dem Südwesten Afrikas bekannt, die zwei räumlich voneinander getrennten Subpopulationen angehören, die Art gilt daher als extrem selten. Die Tiere bewohnen sandige Habitate und sind mit einem rautenförmigen Körper ohne äußerlich sichtbare Ohren und Schwanz sowie mit kräftigen Grabkrallen an eine unterirdische Lebensweise angepasst. Sie verbringen allerdings auch einen Teil ihrer Aktivitäten an der Erdoberfläche, die Lebensweise gilt aber als praktisch unerforscht. Der Bestand wird als stark gefährdet eingestuft, was unter anderem aus dem stark durch Bergbau überprägten Lebensraum resultiert. Die Erstbeschreibung von Van Zyls Goldmull erfolgte 1938.

## Merkmale

### Habitus
Van Zyls Goldmull gehört zu den kleinsten Vertretern der Goldmulle überhaupt, er ist aber nur von wenigen Exemplaren insgesamt bekannt. Die Kopf-Rumpf-Länge  des Holotyp-Exemplars beträgt 8,2 cm, Messungen des Körpergewichts liegen nicht vor, ebenso können keine Angaben zu einem möglichen Geschlechtsdimorphismus gemacht werden. Der Körperbau entspricht in etwa dem der anderen Goldmulle, er ist aber deutlich kürzer und eher rautenförmig. Ohren und Schwanz sind äußerlich nicht sichtbar. Das Fell wirkt dicht und kurz, am Rücken hat es eine dunkel bleigraue Färbung. Gröbere Leithaare besitzen einen blassrosa schimmernden Ton, der den Tieren ein glitzerndes Aussehen verleiht. Die Unterwolle erscheint dagegen rauchig grau. Der Bauch ist ähnlich zum Rücken gefärbt, allerdings etwas heller und eintöniger. Im Gesicht treten weißliche Farbflecken auf, die mit dunkleren Haaren gemischt sind und den Bereich bis zu den fellbedeckten Augen hervorheben. Die Gliedmaßen sind kräftig gebaut, die Hände verfügen über vier, die Füße über fünf Strahlen. Alle Finger und Zehen tragen lange, aber schlanke Krallen, die größten Ausmaße besitzt mit 10 mm Länge und 4 mm basaler Breite die des Mittelfingers. Die Klauen des zweiten und ersten Fingers sind mit 8 beziehungsweise 6,5 mm nahezu gleich lang und nur wenig kürzer als die am Mittelfinger. Am vierten Finger besteht im Gegensatz zu anderen Goldmullen eine recht gut entwickelte Kralle, die rund 2 mm lang wird. Bemerkenswert ist ein breites Polster, das randlich am ersten Finger auftritt und den Vorderfuß merklich verbreitert, was zusätzlich noch bei De Wintons Goldmull (Cryptochloris wintoni) vorkommt, aber nicht bei den anderen Goldmullen. Der Hinterfuß erreicht eine Länge von 12 mm.

### Schädel- und Gebissmerkmale
Die größte Länge des Schädel beträgt zwischen 21,7 und 22,2 mm, die größte Breite zwischen 15,0 und 15,2 mm. Er ist kurz und breit gestaltet, aber etwas schlanker als beim Wüstengoldmull (Eremitalpa granti). Die größte Breite erreicht 70 bis 76 % der größten Länge. Auch das Rostrum ist vergleichsweise breit mit einer Gaumenbreite von 8 mm, was etwa 35 bis 37 % der größten Schädellänge entspricht. Als charakteristisches Merkmal weist der Hammer im Mittelohr einen keulenartig verlängerten Kopf auf, dessen Ausmaße aber nicht die von De Wintons Goldmull oder gar der Kapgoldmulle (Chrysochloris) erreichen. Demzufolge ist auch die an der Schläfengrube äußerlich sichtbare knöcherne Aufwölbung, die den Kopf der Hammers aufnimmt, nicht ganz so auffällig gestaltet. Das Gebiss besteht aus 40 Zähnen, die Zahnformel lautet: {\displaystyle {\frac {3.1.3.3}{3.1.3.3}}}. Der hinterste Molar ist von kleiner Gestalt, verfügt aber wie die vorderen Mahlzähne über ein dreihöckeriges (tricuspides) Kauflächenmuster. An den unteren Backenzähne fehlt ein kräftiges Talonid. Die Länge der oberen Zahnreihe vom Eckzahn bis zum letzten Mahlzahn liegt bei etwa 8 mm, von ersten Schneidezahn an gemessen bei 10 mm.

## Verbreitung

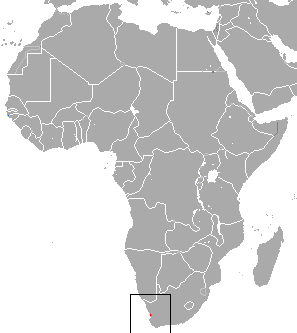
Verbreitungsgebiet (rot) von Van Zyls Goldmull

Van Zyls Goldmull ist endemisch in Afrika verbreitet. Er kommt dort in der südwestlichen Trockenzone der Karoo vor. Ursprünglich war die Art nur von einer Lokalität bei Lamberts Bay in der südafrikanischen Provinz Westkap belegt, ein weiteres Individuum wurde im Jahr 2003 rund 150 km weiter nördlich nahe der Mündung des Groenrivier in Namaqualand in der Provinz Nordkap beobachtet. Das gesamte Verbreitungsgebiet umfasst eine Fläche von 5000 km², das eigentliche Vorkommen beschränkt sich auf rund 32 km². Die Tiere bevorzugen weiche Sandböden des küstennahen Dünengürtels und angrenzende Sandflächen der Sukkulent Karoo. Sie treten nur äußerst selten in Erscheinung, insgesamt wurden bisher nur wenige Individuen beobachtet. Im gleichen Gebiet tritt sympatrisch der Wüstengoldmull auf.

## Lebensweise
Aufgrund des seltenen Auftretens von Van Zyls Goldmull ist über seine Lebensweise so gut wie nichts bekannt. Er lebt unterirdisch und gräbt oberflächennahe Tunnel, die aber wie beim Wüstengoldmull aufgrund des lockeren Sandmaterials schnell in sich zusammenbrechen und so leicht erkennbare lineare Strukturen an der Oberfläche hinterlassen. Nur bei Regenfällen bleiben die Gänge über kurze Zeit stabiler. Tiefer gelegene Wohnkammer befinden sich häufig geschützt im Wurzelwerk von Büschen. Bei Berührung geben die Tiere einen hohen, quiekenden Laut von sich. Im Bedrohungsfall verlassen sie auch ihre angestammte Region und ziehen in der Nacht wenige hundert Meter weiter. Anhand von Oberflächenspuren wird vermutet, dass die Art häufiger an der Erdoberfläche aktiv ist.

## Systematik
Van Zyls Goldmull ist eine Art aus der Gattung Cryptochloris, der zusätzlich noch De Wintons Goldmull (Cryptochloris wintoni) angehört. Cryptochloris wiederum steht innerhalb der Familie der Goldmulle (Chrysochloridae), kleinen, bodengrabenden Säugetieren aus der Überordnung der Afrotheria. Die Goldmulle kommen endemisch in Afrika vor, der Verbreitungsschwerpunkt liegt im südlichen Teil des Kontinents, einige wenige Arten leben auch im östlichen oder zentralen Teil. Die Tiere bewohnen sowohl trockene bis wüstenartige Landschaften als auch offene Gras- und Savannenregionen sowie Wälder. Ihre unterirdische Lebensweise bedingt, dass sie Habitatspezialisten mit häufig eng begrenzten Lebensräumen bilden. Anhand der Ausprägung des Hammers im Mittelohr – ob vergrößert oder nicht – werden zwei bis drei Unterfamilien unterschieden. Molekulargenetische Untersuchungen können dies aber bisher nicht in jedem Detail nachvollziehen. Im Bezug auf Cryptochloris ergaben jedoch sowohl die skelettanatomischen als auch die genetischen Daten eine nähere Verwandtschaft mit den Kapgoldmullen (Chrysochloris). Die Vertreter beider Gattungen verfügen über einen keulenartig verlängerten Kopf des Malleus, der bei Cryptochloris nicht ganz so deutlich ausgeprägt und extrem gestreckt ist wie bei Chrysochloris. Allerdings könnte erstere Gattung auch ein Synonym letzterer sein, was bereits in den 1950er und 1960er Jahren angenommen wurde. Weitere Analysen aus dem Jahr 2018 befürworten diese Sichtweise, sie ließ sich aber gemäß einer Studie aus dem Jahr 2023 nicht bestätigen.
Die wissenschaftliche Erstbeschreibung von Van Zyls Goldmull wurde im Jahr 1938 von Guy Chester Shortridge und Donald Carter durchgeführt. Sie etablierten mit der Art auch gleichzeitig die neue Gattung Cryptochloris und stellten ihr De Wintons Goldmull (Cryptochloris wintoni) bei. Ihre Beschreibung basierte auf einem männlichen Individuum von der Compagnies Drift etwa 16 km landeinwärts der Lamberts Bay in der südafrikanischen Provinz Westkap, was als Typuslokalität gilt. Das Tier wurde am 13. Januar 1937 von dem Landbesitzer Gideon van Zyl aufgesammelt und befindet sich heute im Amathole Museum in King William’s Town in der Provinz Ostkap. Dem Finder zu Ehren vergaben Shortridge und Carter den Artnamen zyli. Offensichtlich hatte van Zyl im Jahr darauf noch ein weiteres Individuum gesammelt, das im Museum of Comparative Zoology der Harvard University aufbewahrt wird und als Paratyp ausgewiesen ist, in der Erstbeschreibung aber keine Erwähnung findet. In den 1950er und 1960er Jahren wurde Van Zyls Goldmull als Unterart von De Wintons Goldmull angesehen, er gilt seit Anfang der 1970er aber wieder als eigenständig. Unterschiede zwischen den beiden Arten finden sich neben der Fellfärbung auch in der Gestaltung des Hammers im Mittelohr, der bei De Wintons Goldmull eher aufgebläht und weniger keulenartig verlängert ist als bei Van Zyls Goldmull.

## Bedrohung und Schutz
Die küstennahen Dünengebiete des südwestlichen Afrikas sind stark von Landschaftszerstörung bedroht, die zum großen Teil durch die Förderung von Diamanten und Schwermetallen verursacht wird. Das Abbaugebiet von Hondeklipbaai liegt nur 60 km südlich der neuentdeckten Subpopulation von Van Zyls Goldmull an der Mündung des Groenrivier und weitet sich beständig aus. Weitere Bedrohungen für den Bestand finden sich im Bau von Windfarmen etwa an der Typuslokalität und in der Erschließung der Küstenregion für den Tourismus. Die Art wird von der IUCN als „stark gefährdet“ (endangered) gelistet. Die nördliche Subpopulation am Groenrivier liegt innerhalb des Namaqua-Nationalparks. Vordergründig notwendig sind eine genaue Kartierung der exakten Verbreitung und die Erforschung der Lebensweise von Van Zyls Goldmull.